# Opérations Black Buck

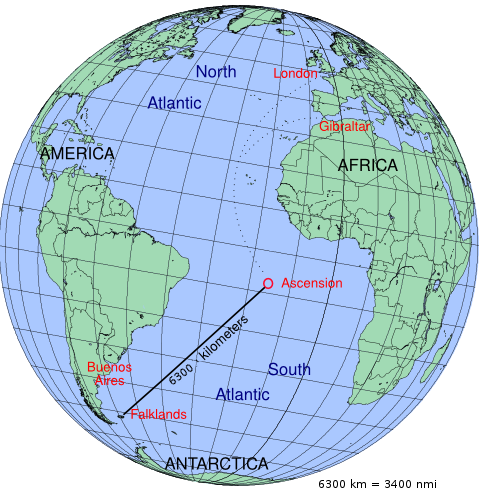
Une carte montrant le parcours des avions participant à l'opération Black Buck.

Les opérations Black Buck 1 à Black Buck 7 sont une série de missions de bombardement à très longue distance réalisées par des bombardiers Vulcan de la Royal Air Force contre des installations sur les îles Malouines pendant la guerre des Malouines.

## Historique

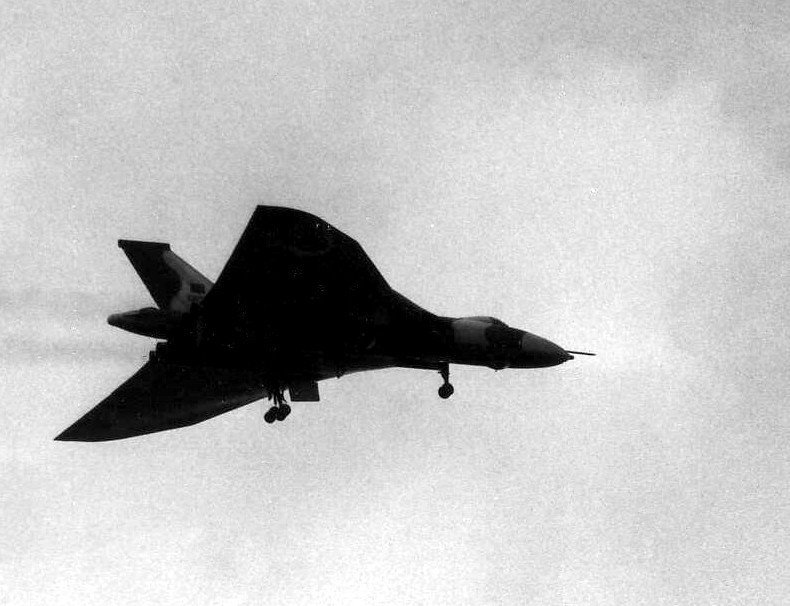
Un Vulcan en approche de l'aéroport d’Ascension le 18 mai 1982.

Les attaques impliquent cinq Vulcans du No. 44 Squadron RAF (en) spécialement préparés pour ces missions de bombardement conventionnel, stationnés à RAF Ascension Island sur l'île de l'Ascension dans l'océan Atlantique près de l'équateur. Les bombardiers transportent soit vingt-et-une bombes de 1 000 livres (454 kg) soit neuf tonnes d'explosif en soute, soit de deux à quatre missiles Shrike anti-radar à l'extérieur lors de deux des sept missions Black Buck, dont l'une est annulée.

## Ravitaillement en vol

Schéma des vols de ravitaillement.

Les Vulcans ne peuvent rallier les îles sans effectuer plusieurs ravitaillements en vol (ils ont été conçus pour un rayon d'action moyen). Les avions-ravitailleurs de la RAF sont principalement des Handley Page Victor K2, de rayon d'action similaire et qui doivent donc aussi être ravitaillés en vol. En conséquence, onze avions-ravitailleurs sont nécessaires pour assurer la mission de deux Vulcans, un important effort logistique puisque tous ces avions utilisaient le même aérodrome. La première mission exige un total de 18 sorties et consomme 925 tonnes de carburant aviation. Les attaques exigent de parcourir 15 000 km et de voler pendant 16 heures, exploit qui est surpassé plus tard par des B-52 Stratofortress de l'USAF pendant la guerre du Golfe.

## Conséquences
L'impact global de ces attaques est difficile à évaluer, alors que de telles missions à très longue distance consomment de précieuses ressources des avions-ravitailleurs. Les attaques causent peu de dégâts aux pistes d'avions et les stations de radar sont rapidement réparées. Ces missions sont souvent qualifiées de propagande après-guerre, mais des sources argentines affirment que les attaques menées par les Vulcans ont incité les autorités argentines à redéployer des Mirages III depuis le sud de l'Argentine pour défendre Buenos Aires ,,. L'effet dissuasif est cependant atténué lorsque les autorités britanniques déclarent qu'il n'y aura aucune frappe contre des aérodromes en Argentine. Il semble que l'opération Black Buck est la conséquence de pressions exercées par la Royal Air Force car les forces armées britanniques ont subi des coupes budgétaires à la fin des années 1970 et la RAF souhaite jouer un plus grand rôle dans le conflit dans le but d'éviter des coupes supplémentaires.

### Citations originales
1. ↑  (en) « ... to get twenty-one bombs to Port Stanley is going to take about one million, one hundred thousand pounds of fuel - equalled [sic] about 137,000 gallons. That was enough fuel to fly 260 Sea Harrier bombing missions over Port Stanley. Which in turn meant just over 1300 bombs. Interesting stuff! »
2. ↑  (en) « Propaganda was, of course, used later to try to justify these missions: 'The Mirage IIIs were redrawn from Southern Argentina to Buenos Aires to add to the defences there following the Vulcan raids on the islands.' Apparently the logic behind this statement was that if the Vulcan could hit Port Stanley, [...] Buenos Aires was well within range as well and was vulnerable to similar attacks. I never went along with that baloney. A lone Vulcan or two running in to attack Buenos Aires without fighter support would have been shot to hell in quick time. »
3. ↑  (en) « Mirage IIIs were in evidence near the islands on several occasions during the conflict, either escorting the Neptune reconnaissance missions or on 'interference' flights that attempted to draw CAP attention away from air-to-ground attacks. »
4. ↑  (en) « Suffice it to say that you didn't need more than one or two Mirage IIIs to intercept a Vulcan attack on Buenos Aires »
5. ↑  (en) « It would have taken much more than a lone Vulcan raid to upset Buenos Aires »
6. ↑  (en) « As a result of these heavy losses...it was decided to pull the Mirage III's back to the mainland to stand alert for a possible Vulcan attack »
7. ↑  (en) « Finally, the bombing raids caused the Argentines to fear an air attack on the mainland, causing them to retain some Mirage aircraft and Roland missiles for defence »
8. ↑  (es) « Los M III debían defender el territorio continental argentino de posibles ataques de los bombarderos Vulcan de la RAF, brindar escolta a los cazabombarderos de la FAA, e impedir los ataques de aviones de la Royal Navy y de la RAF sobre las Malvinas »
9. ↑  (en) « Unfortunately the British Secretary of State for Defence announced sometime later that Britain would not bomb targets on the Argentine mainland. This statement was undoubtedly welcomed by the Argentine military command because it permitted the very limited number of Roland SAM's to be deployed around the airfield at Stanley »